# L'iguana (romanzo)
L'iguana è un romanzo della scrittrice Anna Maria Ortese. Il romanzo venne pubblicato per la prima volta nel 1965, presso l'editore Vallecchi di Firenze. A partire dal 1986 viene ristampato da Adelphi.
Il romanzo, appartenente al genere fantastico, ha come uno dei protagonisti un'iguana di nome Estrellita, abitante dell'isola immaginaria di Ocaña, al largo del Portogallo. Estrellita è una figura oppressa e metamorfica, la cui tassonomia fluttua in realtà tra l'animale e l'umano. Dal libro è stato tratto un film, L'iguana (2004), diretto da Catherine McGilvray.

Nel risvolto della ristampa del 1986, Pietro Citati scrisse: 
(Pietro Citati, Risvolto)